# Рор (Аргау)
Рор (нем. Rohr) — населённый пункт в Швейцарии, входит в состав коммуны Арау округа Арау в кантоне Аргау.
Население составляет 3112 человек (на 31 декабря 2007 года).
До 2009 года был самостоятельной коммуной (официальный код — 4011). С 1 января 2010 года присоединён к коммуне Арау.